# DE Возничего
DE Возничего (лат. DE Aurigae) — одиночная переменная звезда в созвездии Возничего на расстоянии (вычисленном из значения параллакса) приблизительно 6868 световых лет (около 2106 парсеков) от Солнца. Видимая звёздная величина звезды — от +15,9m до +15,2m.

## Характеристики
DE Возничего — красная пульсирующая медленная неправильная переменная звезда (LB) спектрального класса M. Эффективная температура — около 3287 К.